# 和平古桥
和平古桥，位于中国广东省汕头市潮阳区和平镇，现为潮阳区文物保护单位，类型为古建筑，公布时间为1985年11月22日。
和平古桥的历史年代为宋代。